# Chants de Terre et de Ciel
Chants de Terre et de Ciel est une œuvre d'Olivier Messiaen en six mouvements, pour soprano et piano, sur un texte du compositeur. Elle fut composée en 1938 et créée à Paris pour les Concerts du Triton, à l'École Normale de Musique de Paris
le 23 janvier 1939 par Marcelle Bunlet (soprano) et le compositeur au piano.
Sa durée est de 32 minutes.

## Propos
L’ensemble du cycle est consacré à l’évocation d’émotions personnelles, émotions d’une paternité nouvelle, à l'occasion de la naissance de son fils Pascal-Emmanuel. Le texte juxtapose des éléments hétérogènes : onomatopées rappelant les lallations du nourrisson (Malonlanlaine ma..), images surréalistes (cailloux, refrains, crème légère..) et questionnement religieux (6e mouvement). Cet assemblage de mots qui peut paraître déconcertant n'a d'autre but que de donner corps au chant, que Messiaen a destiné au registre soprano.

## Mouvements
1. Bail avec Mi (pour ma femme)
2. Antienne du silence (pour le jour des Anges gardiens)
3. Danse du bébé-pilule (pour mon petit Pascal)
4. Arc-en-ciel d'innocence (pour mon petit Pascal)
5. Minuit pile et face (pour la mort)
6. Résurrection (pour le jour de Pâques)

## Enregistrements
- 1971 : Colette Herzog, soprano, Jean Laforge, Office de radiodiffusion-télévision française 995020
- Maria Oràn, soprano, Yvonne Loriod, piano (avec Poèmes pour Mi), Erato et Radio France ECD75502

## Sources
- Livret de présentation de l'enregistrement Oràn-Loriod.